# クズウコン科
クズウコン科（クズウコンか、マランタ、Marantaceae）は単子葉植物に属す科。オーストラリアを除く世界の熱帯・亜熱帯に30属400種ほどを産する。日本には本来自生しないが、亜熱帯地域に野生化したものがある。
常緑性の多年草で形態はカンナ科やショウガ科に類似する。地下茎から地上に短い茎を出し基部に葉をつける。花は総状花序につく。葉は中心脈から両側に葉脈を分岐し、幅広い。経済的にはそれほど重要でないが、クズウコンが澱粉の材料として熱帯各地で栽培され、また観葉植物として栽培されるものもある。
夜に葉が閉じることから祈り草（prayer-plant）と呼ばれる。

## 下位分類
- カラテア属（Calathea）
- クズウコン属（Maranta） - クズウコン
- クテナンテ属（Ctenanthe）
- ゴエプペルティア属（Goeppertia）
- サウマトコックス属（Thaumatococcus）
- サルコフリニウム属（Sarcophrynium）
- サンブラシア属（Sanblasia）
- スクマニアンサス属（Schumannianthus）
- ストロマンテ属（Stromanthe）
- ドナックス属（Donax）
- トラキフリニウム属（Trachyphrynium）
- ハロペギア属（Halopegia）
- ヒプセロデルフィス属（Hypselodelphys）
- フリニウム属（Phrynium）
- プレイオスタキア属（Pleiostachya）
- ホウマニア属（Haumania）
- ミロスマ属（Myrosma）
- モノタグマ属（Monotagma）